# Nur ad-Din
al-Malik al-Adil Abu l-Qasim Nur ad-Din Mahmud bin Imad ad-Din Zengi (Arabisch: الملك العادل أبو القاسم نور الدين محمود بن عماد الدين زنكي; al-Malik al-ʿĀdil Abū l-Qāsim Nūr ad-Dīn Maḥmūd b. ʿImād ad-Dīn Zangiyy, beter bekend als Nur ad-Din Zengi; februari 1118 - Damascus, 15 mei 1174) uit de dynastie van de Turkse Zengiden regeerde van 1146 tot 1174 als atabeg (gouverneur) over Syrië.

## Leven
Nur ad-Din was de tweede zoon van Zengi, atabeg van Aleppo en Mosul. In 1146 volgde hij zijn vader op in Aleppo, terwijl zijn broer Saif ad-Din Ghazi I de macht in Mosul overnam. Kort na zijn troonsbestijging wist hij een poging van de legers van de Rooms-Katholieke kerk ("Kruisvaarders") af te slaan en het graafschap Edessa te heroveren, dat zijn vader Zengi in 1144 op de Kruisvaarders had veroverd (Beleg van Edessa) en Nur ad-Din zou daarop de lokale Armeens christelijke bevolking van de stad hebben uitgemoord en haar fortificaties hebben vernietigd. Toen in 1147 de aanvoerders van de Tweede Kruistocht, waartoe na de val van Edessa was opgeroepen, besloten om het in het conflict neutrale Damascus aan te vallen, bad men daar bij Nur ad-Din om hulp. De Kruisvaarders braken het Beleg van Damascus op, toen ze vernamen, dat zijn leger steeds meer oprukte.
Na het opheffen van de belegering viel Nur ad-Din in juni 1149 het vorstendom Antiochië aan. Raymond van Antiochië werd in de daarop volgende slag bij Inab gedood en Nur ad-Din kon zijn leger tot aan de Middellandse Zee leidden, waarin hij een symbolisch bad nam. Hij zou bovendien Raymonds hoofd en armen aan de kalief hebben aangeboden. Na een belegering kwam Nur ad-Din in 1154 in het bezit van Damascus. Kam was nu politiek verenigd, daar de macht in de drie belangrijkste steden in de handen van één familie was.
Toen de Kruisridders in 1153 Askalon veroverden, was Egypte van Kam geïsoleerd. In 1163 vielen de christenen Egypte aan, dat door de opeenvolging van een aantal jonge Fatimidische kaliefen was verzwakt. De voormalige vizier Shawar, die uit Egypte was weggevlucht, bad Nur ad-Din een leger naar Egypte te zenden om hen in Caïro in te zetten. In ruil hiervoor zou hij de kosten op zich nemen, jaarlijkse tribuutbetalingen doen, Nur ad-Dins heerschappij erkennen en de grensgebieden afstaan. Nur ad-Din wenste zijn eigen leger niet voor de verdediging van Egypte in te zetten, doch zijn commandeur Shirkuh overtuigde hen in 1164 een invasie te wagen. Het resultaat van deze onderneming was de verdrijving van de Kruisridders van de Nijl, hoewel deze verdere invasiepogingen ondernamen, totdat Nur ad-Din in 1169 de heerschappij in Egypte definitief overnam. Shirkuhs neef Saladin werd sultan van het nieuw veroverde land (zie ook: Bilbeis).
Nur ad-Din hielp de Armeense prins Mleh, die eind van de jaren 1160 in zijn dienst was getreden, in 1170 aan de macht in Cilicië en had daarmee ook een bondgenoot in het Westen, die hem onder andere na een verzoek om hulp van de Danischmaniden Yaghi-Basan in 1173 op een veldtocht tegen Kılıç Arslan II van Rum ondersteunde. Hij veroverde Maraş, Behesni en Sebastia, schijnt Yaghi-Basan weer te hebben aangesteld, maar kwam dan tot een vredesverdrag met Kılıç Arslan.

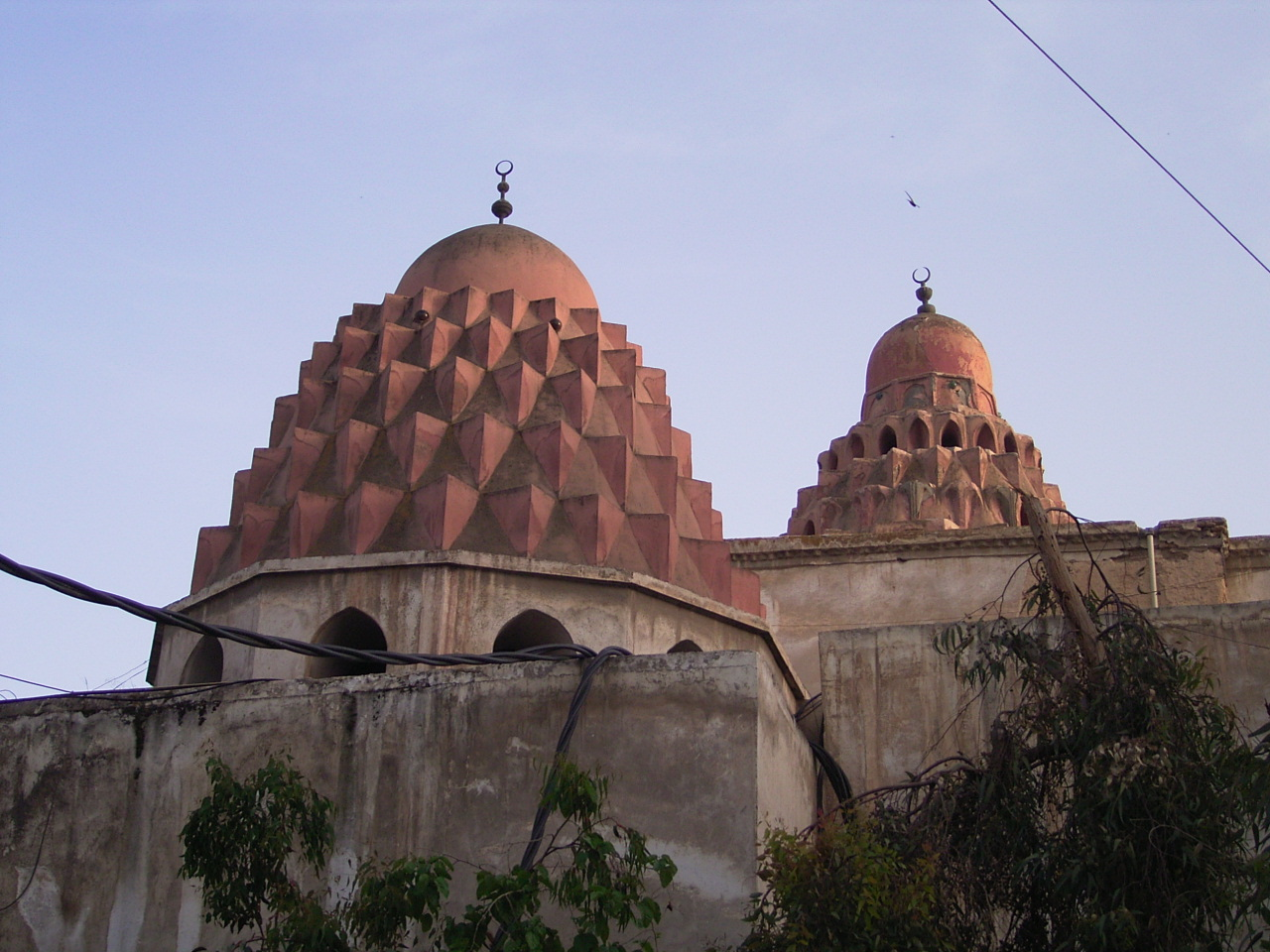
Koepels van Nur ad-Din zijn graftombe (Qubba) in Damascus.

Op zijn verordening werd in het hele land een grootschalig bouwprogramma doorgevoerd. Ongeveer 100 verwaarloosde en deels tijdens meerdere aardbevingen tussen 1152 en 1156 beschadigde moskeeën werden hersteld, waaronder de Omajjadenmoskee van Aleppo. Voor elk van deze richtte Nur ad-Din een islamitische stichting op (waqf), die zich om de opbouw zou bekommeren. Van dit bouwprogramma profiteerden ook kleine en middelgrote steden als ar-Raqqa, waar de al meer dan eeuw vervallen grote moskee werd heropgebouwd. Nur ad-Din liet in 1167 als eerste heerser in het stadscentrum van Damasus een imposante madrasa-moskee-complex met een naar hem vernoemd ziekenhuis tezamen met zijn graftombe oprichten.
Toen Nur ad-Din tot het besluit kwam om Syrië en Egypte onder één gezamenlijke politieke en militaire leiding te stellen, begon Saladin Nur ad-Dins autoriteit te negeren. Beiden stelden hun legers op voor de onvermijdbare confrontatie, maar Nur ad-Din stierf op 15 mei 1174 in Damascus.
Hoewel zijn elf jaar oude zoon As-Salih Ismail al-Malik hem - nominaal - op de troon opvolgde, zou Saladin erin slagen ook in Syrië de macht over te nemen en vervolgens de Kruisvaarderstaten haast volledig te veroveren.

## Harakat Nur al-Din al-Zengi
In de Syrische Burgeroorlog is een van de belangrijkste groeperingen van de Syrische Turkmenen, Harakat Nour al-Din al-Zenki, naar Nur al-Din Zengi vernoemd.

## Verder lezen
- N. Elisséeff, Nur ad-Din: Un Grand Prince Musulman de Syrie au Temps des Croisades (511–569 H./1118–1174), I-III, Damascus, 1967.